# Port Costa
Port Costa statisztikai település az USA Kalifornia államában, Contra Costa megyében. Lakosainak száma 190 fő (2010. április 1.).

## Népesség
A település népességének változása:

| 2010 | 190 |